# BBC 온라인

BBC 온라인(BBC Online, 과거 이름: BBCi)은 BBC의 UK 온라인 서비스이다. BBC 뉴스, 스포츠, 주문형 비디오, 라디오 서비스(BBC iPlayer), 어린이 사이트 CBBC와 Cbeebies, 또 Bitesize 등의 러닝 서비스를 포함하는 대형 네트워크의 웹사이트이다. BBC는 1994년 5월 11이리 이후 TV, 라디오 프로그램 및 웹 전용 이니셔티브를 지원하는 온라인 상의 존재감이 있었으나 1997년 4월 28일이 되어서야 공식 런칭되었다.
이 웹사이트는 런칭 이후 여러 브랜딩 변화를 경험했다. 원래의 이름인 BBC 온라인은 BBCi로 리브랜딩되었고 이후 bbc.co.uk로 변경되었다. 2008년에 다시 BBC 온라인으로 변경되었다가, 서비스상 "BBC"라는 브랜딩을 사용하고 있다. BBC의 웹 기반 서비스는 가장 많이 방문하는 웹사이트들 가운데 하나이자(2013년 1월 알렉사에 따르면 55위의 방문자 수를 기록함) 세계 최대의 뉴스 웹사이트이다. 2007년 기준으로 200만 건 이상의 페이지를 보유하였다.

## 로고

2008년부터 2022년까지 사용한 로고.
2022년부터 현재 사용하고 있는 로고.

## 같이 보기
- 문법 교수